# Humallahti
Humallahti est une baie de la Seurasaarenselkä à Helsinki en Finlande.

## Géographie
L'île de Rajasaari et la bande de terre reliant Rajasaari au continent sont la limite sud de la baie.
En bordure orientale de la baie, se trouvent le parc de Humallahti (Humallahdenpuisto) et Kesäranta qui sert de résidence officielle du premier ministre.
Sur la falaise du parc de Humallahti (Humallahdenpuisto), à proximité du croisement de Paciuksenkatu avec Seurasaarentie, se trouve une tombe de l'âge du bronze vieille de plus de 3000 ans, où l'on a trouvé des os humains calcinés.

## Galerie

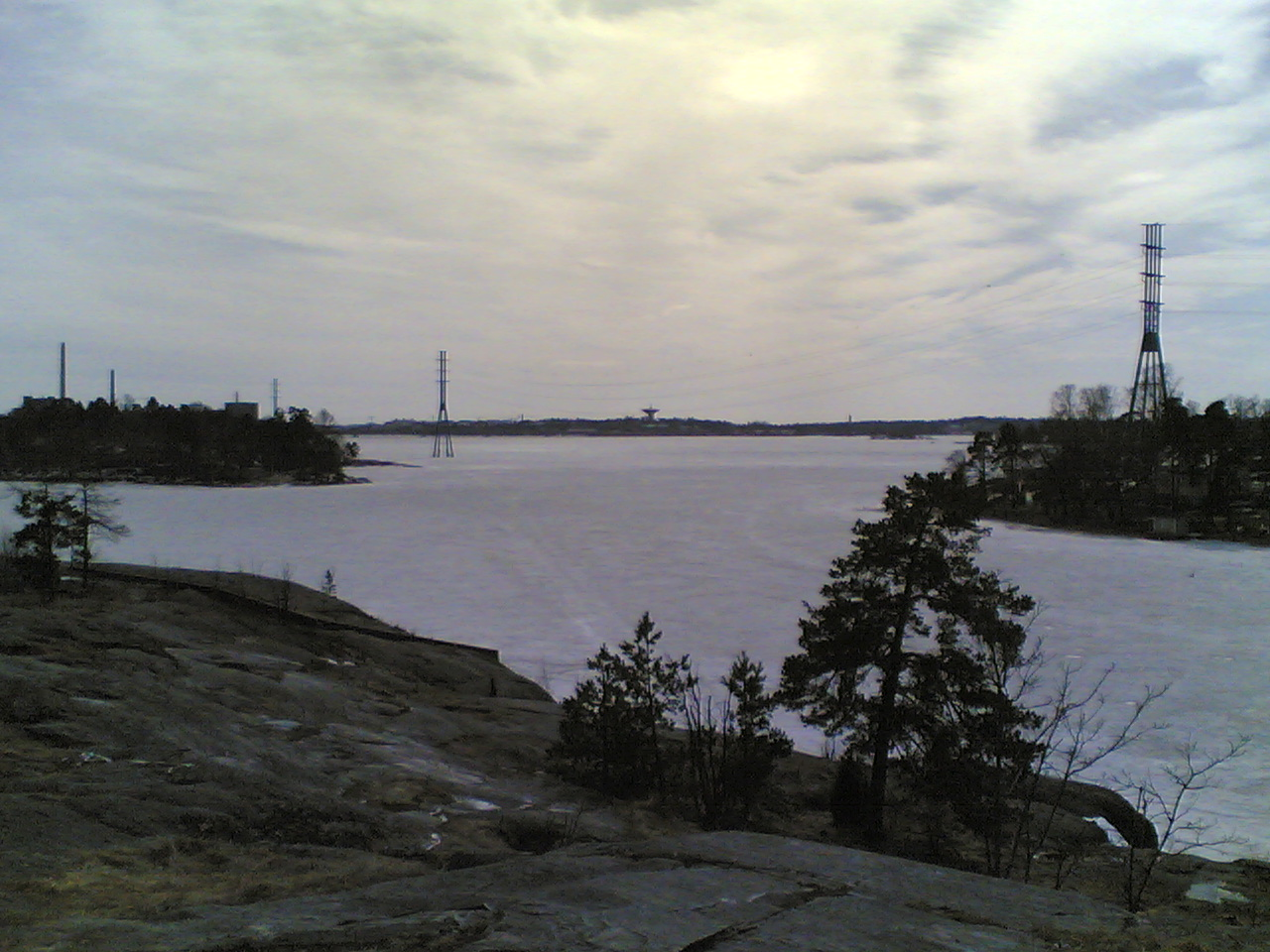
Humallahti.
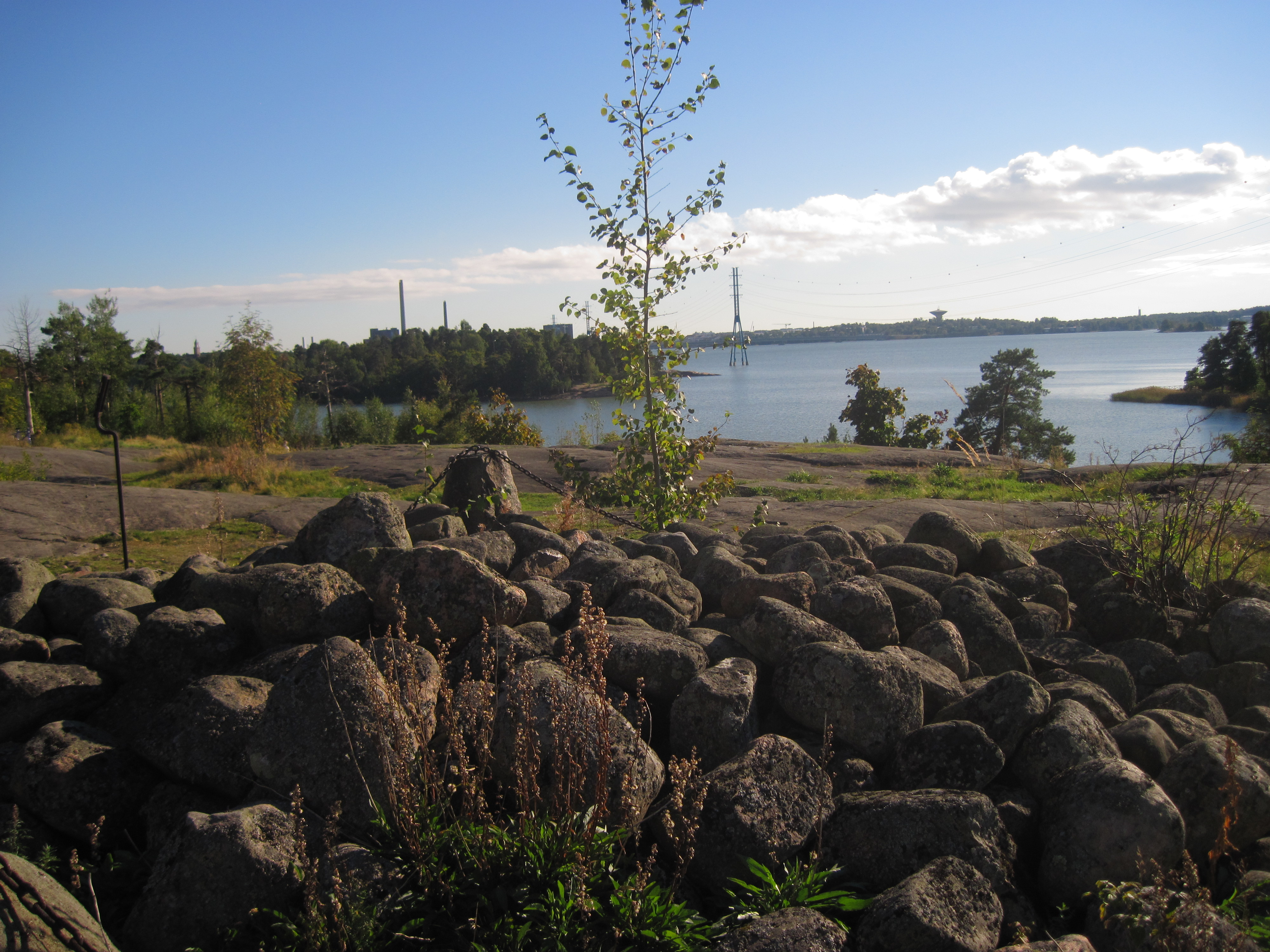
Tombe de l'âge du bronze sur la côte de Humallahti
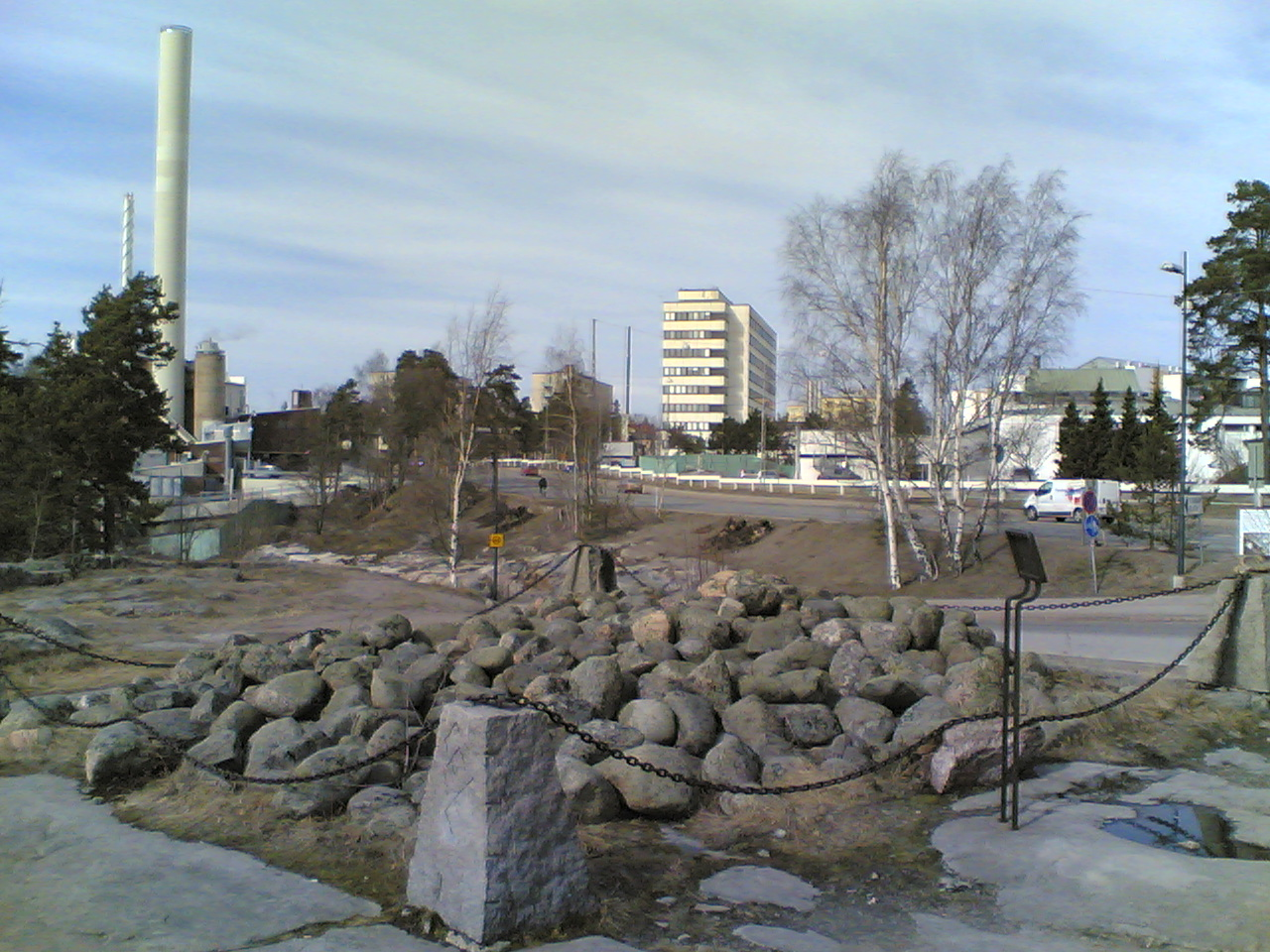
La tombe de l'âge du bronze.